# Storia delle dinastie settentrionali
La Storia delle dinastie settentrionali (北史T, 北史S, BěishǐP) è una delle opere storiche cinesi ufficiali del canone delle Ventiquattro Storie. Il testo contiene 100 volumi e copre il periodo dal 386 al 618, le storie delle dinastie Wei settentrionale, Wei occidentale, Wei orientale, Zhou settentrionale, Qi settentrionale e Sui. Come la Storia delle dinastie meridionali, il libro fu iniziato da Li Dashi e compilato con testi del Libro degli Wei e del Libro degli Zhou. In seguito alla sua morte, Li Yanshou (李延寿), figlio di Li Dashi, completò il lavoro sul libro tra il 643 e il 659. Diversamente dalla maggior parte del resto delle Ventiquattro Storie, quest'opera non fu commissionata dallo stato.

## Contenuto
I volumi 1-5 contengono gli anni degli Wei inclusi gli imperatori Wei orientali e Wei occidentali. I volumi 6-8 contengono gli annali degli imperatori Qi settentrionali, i volumi 9-10 contengono gli annali degli imperatori Zhou settentrionali, e i volumi 11-12 contengono gli annali degli imperatori Sui. I volumi 13-14 contengono biografie di imperatrici e consorti. I volumi 15-19 contengono biografie delle famiglie imperiali degli Wei e i volumi 20-50 contengono le altre biografie Wei. I volumi 51-79 contengono biografie di figure dalle dinastie Qi settentrionale (51-56), Zhou settentrionale (59-70) e Sui (71-79). I volumi da 80 a 100 contengono altro materiale biografico, tra cui le famiglie dei consorti imperiali (80), studiosi confuciani (81-82), letteratura (83), atti filiali (84), reclusi (75-76), esemplari dei leali e degli onesti (85), funzionari virtuosi (86), funzionari crudeli (87), reclusi (88), divinazione (89-90), donne (91), favorite dei nobili (92), stati e popoli stranieri (93-99), e una prefazione alle biografie (100).